# Langestraat (Groningen)
De Langestraat is een straat in het Ebbingekwartier, een buurt in de Nederlandse stad Groningen. De straat loopt van de Bloemstraat tot de Bloemsingel en is zo'n 500 m lang.
Het gedeelte, ter lengte van zo'n 50 meter, tussen de Bloemstraat en de (nu verdwenen Jacobijnerweg) heette tot 1906 de Langesteeg. De naamsverandering kwam voort uit een verzoek van de bewoners om iets te doen de zeer slechte staat van onderhoud van de bestrating en de afwatering, waarbij tegelijk ter wille van de welluidendheid werd verzocht de naam te wijzigen.

## Geschiedenis
De steeg en enkele korte zijstraatjes (gangen) vormden een sloppenwijkje. Het was daar de langste steeg en daarmee eerder een aanduiding dan een echte naam. De steeg die ook wel Professorensteeg werd genoemd, wat als een incidentele pejorisatie kan worden gezien. Het wijkje is ontstaan door de toestroom van arbeiders van buiten de stad, waarvoor enkel in de redelijk lege Wijk O (het noordoostelijke deel van de grote uitleg van het begin van de 17e eeuw) nog plaats was. Veel huizen waren zogenaamde kamers, die uit een vertrek bestonden. In 1840 werd de oostzijde was een op een gasthuis voor den werkenden stand van 16 huisjes rond een bleekveld gebouwd, gesticht door het Algemeen Diaken Gezelschap dat gelieerd was aan de hervormde kerk.
Naast het wijkje kwam in 1854 een gasfabriek. Als deze ruimte nodig had, ging dit vaak ten koste van het wijkje. Zo verdween op den duur ook het gasthuisje.
In het wijkje was geen waterleiding, zodat de bewoners waren aangewezen op dat van het Boterdiep. Dit had tot gevolg dat er in 1826 relatief veel bewoners sterven tijdens een malaria-uitbraak.
In 2000 werd door de raad besloten om de weg in het verlengde van de Langestraat ook deze naam te geven. Aan dit nieuwe gedeelte ligt het geruimde Jodenkamp. Op deze plek is een gedenkplek gemaakt.